# Tschaikowskoje
Tschaikowskoje (russisch Чайковское, wiss. Transliteration Čajkovskoe, deutsch Lugowen, 1938–1945 Großlugau, litauisch Lugava, auch: litauisch Lygawa) ist ein Ort in der russischen Oblast Kaliningrad (Gebiet Königsberg (Preußen)) und liegt ganz im Nordosten des Rajon Prawdinsk (Kreis Friedland (Ostpr.)). Tschaikowskoje ist eine Ortschaft innerhalb der Mosyrskoje selskoje posselenije (Landgemeinde Mosyr (Klein Gnie)).

## Geographische Lage
Tschaikowskoje liegt an der Borodinka (russisch Бородинка ‚Ilme‘), 28 Kilometer südwestlich der einstmaligen Kreisstadt Tschernjachowsk (Insterburg) und 38 Kilometer nordöstlich der jetzigen Rajonshauptstadt Prawdinsk (Friedland (Ostpr.)) an einer Nebenstraße, die Sadowoje (Szallgirren/Schallgirren, 1938–1945 Kreuzhausen) an der russischen Fernstraße A 197 (ehemalige deutsche Reichsstraße 139) mit Perewalowo (Muldszen/Muldschen, 1938–1945 Mulden) an der Fernstraße R 508 verbindet.
Bis 2001 bestand über die Station Frunsenskoje (bis 1947: Bokellen) Bahnanschluss an die Bahnstrecke Toruń–Tschernjachowsk (Thorn–Insterburg), deren Abschnitt auf russischem Gebiet nicht mehr in Betrieb ist.

## Geschichte
Bis zum Jahre 1945 war das ehemalige Gutsdorf Lugowen bzw. Großlugau eine Gemeinde, zu der die Ortsteile Alt Lenkutschen, Nendrinn (1938–1945 Altlugau, seit 1950: Iwanowka), Neu Lenkutschen und Warlin (russisch: Sowjetskoje) gehörten. 1874 wurde Lugowen Verwaltungssitz und namensgebender Ort für den Amtsbezirk Lugowen, zu dem seinerzeit drei Dörfer gehörten und der im Landkreis Insterburg im Regierungsbezirk Gumbinnen in der preußischen Provinz Ostpreußen lag.
Im Jahre 1910 lebten 367 Menschen in Lugowen.
Am 30. September 1928 wurde der Gutsbezirk Lugowen in die Landgemeinde Draskinehlen (1938–1945 Neulugau) und damit in den Amtsbezirk Jodlauken (1938–1945 Schwalbental, seit 1947: Wolodarowka) eingegliedert und verlor den Status des Amtsdorfes. Doch nicht für lange Zeit: schon zwei Jahre später wurde Lugowen wieder selbständig und kehrte in den jetzt wieder gebildeten Amtsbezirk Lugowen zurück – gemeinsam mit der Landgemeinde Gravenort (russisch: Repino), die auch im Amtsbezirk Jodlauken verankert war.
Im Jahre 1933 zählte Lugowen 476 Einwohner, deren Zahl sich bis 1939 auf 414 veränderte. Am 3. Juni 1938 (mit amtlicher Bestätigung vom 16. Juli 1938) wurde Lugowen in Großlugau umbenannt.
Nachdem der Ort 1945 mit dem gesamten nördlichen Ostpreußen zur Sowjetunion gekommen war, erhielt er 1950 nach dem russischen Komponisten Pjotr Iljitsch Tschaikowski die neue Bezeichnung Tschaikowskoje. Bis zum Jahr 2009 war Tschaikowskoje in den Frunsenski sowjet (Dorfsowjet Frunsenskoje (Bokellen)) eingegliedert und ist seither – aufgrund einer Struktur- und Verwaltungsreform – eine als „Siedlung“ (possjolok) eingestufte Ortschaft innerhalb der Mosyrskoje selskoje posselenije (Landgemeinde Mosyr (Klein Gnie)).

### Amtsbezirk Lugowen/Großlugau
Am 11. März 1874 wurde im Landkreis Insterburg im Regierungsbezirk Gumbinnen innerhalb der preußischen Provinz Ostpreußen der Amtsbezirk Lugowen errichtet, der gebildet wurde von den Kommunen:
| Name (bis 1945/1950)         | Name (nach 1950) | Bemerkungen                                                                         |
| ---------------------------- | ---------------- | ----------------------------------------------------------------------------------- |
| Landgemeinden:               |                  |                                                                                     |
| Alt Lenkutschen              | –                | 1875 in den Gutsbezirk Lugowen eingegliedert                                        |
| Neu Lenkutschen              | –                | zu unbekanntem Zeitpunkt in den Gutsbezirk Lugowen eingegliedert                    |
| Gutsbezirk:                  |                  |                                                                                     |
| Lugowen 1938–1945: Großlugau | Tschaikowskoje   | zwischen 1928 und 1930 vorübergehend in die Landgemeinde Draskinehlen eingegliedert |

Der Amtsbezirk Lugowen war zwischen 1928 und 1930 aufgelöst, entstand dann wieder neu und umfasste die beiden Landgemeinde Lugowen (Großlugau) und Gravenort (russisch: Repino) bis 1945, dabei ab 1938 mit der Umbenennung als „Amtsbezirk Großlugau“.

## Kirche
Die überwiegend evangelische Bevölkerung Lugowens bzw. Großlugaus war bis 1945 in das Kirchspiel Jodlauken (1938–1945 Schwalbental, ab 1947: Wolodarowka) eingepfarrt. Es gehörte zum Kirchenkreis Insterburg (russisch: Tschernjachowsk) innerhalb der Kirchenprovinz Ostpreußen der Kirche der Altpreußischen Union. Der letzte deutsche Geistliche war Pfarrer Theodor Eicke.
Heute liegt Tschaikowskoje im Einzugsgebiet der in den 1990er Jahren neugebildeten evangelischen Gemeinde in der Stadt Insterburg (Tschernjachowsk), die zur ebenfalls neuerrichteten Propstei Kaliningrad in der Evangelisch-Lutherischen Kirche Europäisches Russland (ELKER) gehört.

## Persönlichkeiten des Ortes

### Im Ort geboren
- Richard von Below (1833–1875), Politiker, Mitglied des Preußischen Herrenhauses
- Gerd von Below (1838–1892), Generalleutnant

### Mit dem Ort verbunden
- Georg Graf von Lehndorff (1833–1914), Rennpferdezüchter und Rennreiter, hat einen großen Teil seiner Kindheit in Lugowen verbracht